# E611 (trasa europejska)
E611 – trasa europejska biegnąca przez Francję. Zaliczana do tras kategorii B droga łączy Lyon z Pont-d’Ain.

## Przebieg trasy
- Lyon E15
- Pont-d’Ain E21 E62